# Ludwig Fahrmeir
Ludwig Fahrmeir (* 23. Januar 1945 in Tutzing) ist ein deutscher Statistiker.

## Leben
Nach der Promotion 1972 bei Josef Heinhold und Habilitation 1977 an der TU München nahm Fahrmeier 1978 einen Ruf auf einen Lehrstuhl an der Universität Regensburg an. Zum 1. April 1991 wechselte er an die Ludwig-Maximilians-Universität München auf einen Lehrstuhl für Statistik. Seit 1. April 2010 ist Fahrmeir Emeritus, und sein Nachfolger ab Wintersemester 2011/12 ist Göran Kauermann.

## Wirken
Fahrmeir ist bekannt für seine theoretischen Arbeiten auf dem Gebiet der Regression, speziell über generalisierte lineare Modelle und räumliche Statistik. Deren Anwendungsgebiete liegen im Bereich Bio-, Wirtschafts- und Sozialwissenschaften.
Er war Sprecher des Sonderforschungsbereiches 386 für „Statistische Analyse diskreter Strukturen“, der vom 1. Januar 1995 bis zum 31. Dezember 2006 gefördert wurde.
Sein bekanntester Schüler ist Gerhard Tutz.

## Schriften (Auswahl)
Fahrmeir hat zahlreiche Lehrbücher geschrieben.
- Mit Christian Heumann, Rita Künstler, Iris Pigeot, Gerhard Tutz: Statistik – Der Weg zur Datenanalyse. 9., überarbeitete und ergänzte  Auflage. Springer Spektrum, Berlin / Heidelberg 2023, ISBN 978-3-662-67525-0, doi:10.1007/978-3-662-67526-7.
- Mit Thomas Kneib und Stefan Lang: Regression: Modelle, Methoden und Anwendungen, Springer Verlag 2007.
- Mit Andreas Henking und Christian Bluhm: Kreditrisikomessung: Statistische Grundlagen, Methoden und Modellierung , Springer Verlag 2006.
- Mit Gerhard Tutz: Multivariate Statistical Modelling Based on Generalized Linear Models, 2. überarbeitete Auflage, Springer Verlag 2001.
- Mit Alfred Hamerle und Gerhard Tutz (Editoren): Multivariate statistische Verfahren, 2. überarbeitete Auflage, Gruyter 1996.